# (7604) Kridsadaporn
(7604) Kridsadaporn est un astéroïde de la ceinture principale aréocroiseur.

## Description
(7604) Kridsadaporn est un astéroïde aréocroiseur. Il présente une orbite caractérisée par un demi-grand axe de 3,11 UA, une excentricité de 0,57 et une inclinaison de 20,5° par rapport à l'écliptique.

## Compléments